# Доњи Чехи
Доњи Чехи су насеље у саставу Града Загреба. Налазе се у четврти Нови Загреб — запад. До територијалне реорганизације у Хрватској налазили су се у саставу ужег подручја Града Загреба.

## Становништво
На попису становништва 2011. године, Доњи Чехи су имали 232 становника.

## Попис1991.
На попису становништва 1991. године, насељено место Доњи Чехи је имало 235 становника, следећег националног састава:
| Попис 1991.‍  | Попис 1991.‍  | Попис 1991.‍ | Попис 1991.‍ | Попис 1991.‍ |
| ------------ | ------------ | ----------- | ----------- | ----------- |
|              |              |             |             |             |
| Хрвати       | Хрвати       |             | 231         | 98,29%      |
| Срби         | Срби         |             | 1           | 0,42%       |
| регион. опр. | регион. опр. |             | 3           | 1,27%       |
| укупно: 235  |              |             |             |             |